# Rummelplatzmusik
Rummelplatzmusik ist ein Independent-Label und Musikverlag mit Sitz in Friesenheim, Baden-Württemberg und Büros in Berlin und bei Celle. Rummelplatzmusik veröffentlicht vorwiegend deutschsprachige Musik aus verschiedenen Genres, darunter Pop, Hip-Hop, Elektropop, Singer-Songwriter, Punkrock oder Indie-Rock.
Rummelplatzmusik fungiert nicht nur als Label, sondern auch als Agentur, Verlag und Zusammenschluss und Netzwerk von Kreativen, mit dem Ziel, Künstler aus verschiedensten Genres zu beraten, aufzubauen und zu veröffentlichen.

## Geschichte
Rummelplatzmusik wurde zum 1. Januar 2012 von Sandro De Lorenzo Gardinal, Sarah Danzeisen und Ralf Steinert gegründet. Sandro De Lorenzo Gardinal und Ralf Steinert sind u. a. Gründungsmitglieder der seit 2005 bestehenden Elektropop-Band RockRainer, der nach kurzer Zeit auch Sarah Danzeisen angehörte. Nach einigen Erfolgen und der Professionalisierung der Band, beschlossen die drei Bandmitglieder, ihre Musik selbst zu veröffentlichen und gründeten dazu das Independent-Label Rummelplatzmusik. Bald darauf stellten sie diese Möglichkeit der Veröffentlichung auch weiteren Bands zur Verfügung. Für den Vertrieb konnte der Digitalvertrieb Kontor New Media gewonnen werden, der physische Vertrieb wird von EDELDeutschland übernommen.
Am 12. Juli 2012 wurde mit der EP 473 Tage ohne Schlaf der Elektropunk-Band Kreissäge die erste offizielle Veröffentlichung von Rummelplatzmusik lanciert. Es folgten EPs von Flying Bob, RockRainer, KuschelRockRainer und am Ende des Jahres das erste Album Eigentlich wollte ich Klein, aber dann kam Groß der Comedy-Trashpop-Schlagerband Supergaul.
Nach dem Ausstieg von Ralf Steinert erschienen im Jahr 2013 die Alben der beiden neuen Signings, des Singer-Songwriters Lukas Meister (Wanderjahre) und der Hip-Hop-Band Zweierpasch (Alle Guten Dinge sind 2), die beide eine breite mediale Öffentlichkeit innerhalb ihrer Genres erreichen konnten. Im Dezember erschienen zudem Alben des Trashpop-Künstlers Flying Bob (Die Platinum Edition) und der Kölner Rockband Achtung Surrender (Rhythmus der Liebe).
Für das Jahr 2014 konnten mit Team Amateur und Manfred Groove neue Signings und Inverlagnahmen bekannt gegeben werden. Manfred Groove veröffentlichten mit dem Ein-Song-Album Von Nichts als erste deutsche Band einen 1000-zeiligen Rap-Monolog. Das zweite Album von Supergaul Musik für Menschen mit oder ohne Penis sorgte für kontroverse Reaktionen in zahlreichen Medien. Die Berliner Indie-Pop-Band Team Amateur veröffentlichte im November 2014 nach 10-jähriger Schaffensphase das Album Feuer und Freizeit, das ein Kritikererfolg wurde und unter anderem zahlreiche Radioairplays vorweisen kann.
2015 kamen wiederum neue Signings hinzu. Die Liedermacherin Sarah Lesch, die Indie-Rock-Band Holtz und ein Stück Heile Welt, der Hip-Hop-Act T der Bär sowie die beiden Punkrock-Bands Wuttke und Jimi Satans Schuhshop unterschrieben bei Rummelplatzmusik für ein bzw. mehrere Alben. Sarah Lesch veröffentlichte das Album Von Musen und Matrosen, das den erfolgreichen Song Testament enthält, mit dem die Künstlerin mehrere Preise gewinne konnte (u. a. den Protestsongcontest).
Ab 2016 widmete sich Rummelplatzmusik wieder verstärkt der Veröffentlichung von deutschsprachiger HipHop-Musik und programmierter Musik aus dem Elektropop- und Indie-Bereich. Manfred Groove veröffentlichen weitere Alben: Ton Scheine Sterben (2015), Blumen aus Wachs (2017), Hinter der Tapete (2021) und Hausschlüssel an Schnürsenkeln (2022). Der Rapper und Produzent T der Bär (Tim Sander) veröffentlichte sein Hip-Hop-Debütalbum Bienenwolf 2016 und mit dem Rapper Galv kam 2020 ein weiterer HipHop-Künstler zu Rummelplatz hinzu. Galv veröffentlichte die beiden Alben Vola (2020) und 2022 (2022) über Rummelplatzmusik. Auch der Rapper Schlakks veröffentlichte ein Album (Wir werden von euch erzählen, 2021) und die Rap-Crew Bottom Lip veröffentlichten zahlreiche Singles.
Doch trotz dieser Fokus-Verlagerung brachte Rummelplatzmusik auch weitere Bands aus unterschiedlichen Genres heraus, u. a. Kraus: Mehr als laut (2018), Spvgg Linden Nord: 17 Uhr Tanztee (2016), Wuttke: Chronologisch war gestern (2015).
2018 begann Rummelplatzmusik eine Verlagsedition mit dem Hamburger Verlag Freibank.
2018 signte Rummelplatzmusik das Comedy-/Satire-/Webvideo-Kollektiv Luksan Wunder und erschloss sich somit ein neues Geschäftsfeld im Bereich Comedy-/Kabarett-/Kleinkunst. Luksan Wunder realisierten zahlreiche Projekte zusammen mit Rummelplatzmusik: Hierunter fallen 5 Musikalben Nie wieder Mittwoch, 33 kleine Welthits, 24/1, Weltstars unterm Weihnachtsbaum und Von 0 bis 18 sowie eine aufwändig produzierte Radio-Parodie-Show als Podcast namens WTFM 100,Null. Durch dieses Signing begann sich Rummelplatz neu zu definieren und sich mehr als Agentur zu betrachten, die nun auch Booking und Markenaufbau-Aufgaben für unterschiedliche Künstler und Künstlerinnen anbot.
Hieraus resultierten ab 2021 neue Zusammenarbeiten und der Röster von Rummelplatz erweiterte sich abermals. Die Soulsängerin Ceeopatra, Der Produzent und Sänger Jan Faati, das Produktions-Duo Audiotism, das Lyrik & Jazz-Projekt Felix Römer & Nachtfarben und die Weltmusik-Band Malaka Hostel unterschrieben für jeweils ein Album beim Label.

## Struktur
Rummelplatzmusik definiert sich nicht als reines Musiklabel, sondern als Zusammenschluss und Netzwerk von Kreativen, die ihren Künstlern sowohl kreative als auch strukturelle Hilfestellung bei ihrer Karriere ermöglichen wollen. So gibt es neben dem Label auch den von Sandro De Lorenzo geführten Rummelplatz Musikverlag und zudem übernimmt Rummelplatzmusik für einige Künstler auch Management-, Promotion- und Bookingaufgaben. Zudem arbeitet Rummelplatzmusik (neben anderen) sehr eng mit dem Verlag Freibank, der Produktionsfirma WunderTütenFabrik und den vertrieben Kontor New Media und EDEL zusammen.
Eine Besonderheit des Konzepts von Rummelplatzmusik ist es, dass immer nur Bandübernahmeverträge über einzelne Alben abgeschlossen werden und Künstler somit nicht langfristig gebunden werden.

## Künstler
- Luksan Wunder
- Manfred Groove
- Galv
- Felix Römer & Nachtfarben
- Supergaul
- Jan Faati
- Bottom Lip
- Schlakks
- Ceeopatra
- Andreas Balicki
- Malaka Hostel
- Kraus
- Team Amateur
- Holtz
- T der Bär
- RockRainer
- Flying Bob
- Sarah Lesch (ehem.)
- Zweierpasch (ehem.)
- Achtung Surrender (ehem.)
- Wuttke
- Kreissäge
- Jimmy Satans Schuhshop

## Veröffentlichungen (Auswahl)
- 13.07.2012: Kreissäge: 473 Tage ohne Schlaf (EP)
- 07.09.2012: RockRainer: Elektrorummelplatz (EP)
- 21.12.2012: Supergaul: Eigentlich wollte ich Klein, aber dann kam Groß (Album)
- 24.05.2013: Labelsampler: kann Spuren von Abartigcoolness enthalten (Album)
- 09.08.2013: Zweierpasch: Alle guten Dinge sind 2 (Album)
- 27.09.2013: Lukas Meister: Wanderjahre (Album)
- 23.11.2013: Flying Bob: Die Platinum Edition (Album)
- 06.12.2013: Achtung Surrender: Rhythmus der Liebe (Album)
- 31.01.2014: RockRainer: Weiterrennen (EP)
- 13.06.2014: Manfred Groove: Von Nichts (1000-Bars-Album)
- 29.08.2014: Supergaul: Musik für Menschen mit oder ohne Penis (Album)
- 14.11.2014: Team Amateur: Feuer und Freizeit (Album)
- 13.03.2015: Holtz und ein Stück Heile Welt: Stillstand Voran (Album)
- 20.03.2015: Wuttke: Hedwig (EP)
- 27.03.2015: Jimi Satans Schuhshop: Hölle fahr'n (EP)
- 02.05.2015: Team Amateur: Feuer und Freizeit – Teil 1 (EP Vinyl)
- 12.06.2015: Sarah Lesch: Lieder aus der schmutzigen Küche (Album)
- 24.06.2015:Wuttke: Chronologisch war gestern (Album)
- 25.09.2015: Sarah Lesch: Von Musen und Matrosen (Album)
- 30.10.2015: Manfred Groove: Ton Scheine Sterben (Album)
- 08.04.2016: Spvgg Linden Nord: 17 Uhr Tanztee (Album)
- 22.04.2016: T der Bär: Bienenwolf (Album)
- 17.11.2017: Manfred Groove: Blumen aus Wachs (Album)
- 16.02.2018: Kraus: Mehr als laut (Album)
- 12.08.2018: Quemlem Swyne: 24/1 – Das 24-Stunden-Trap-Album von Luksan Wunder (Album)
- 28.09.2018: Luksan Wunder: Nie wieder Mittwoch (Album)
- 01.03.2019: Luksan Wunder: 33 kleine Welthits (Album)
- 29.01.2021: Manfred Groove: Hinter der Tapete (Album)
- 29.10.2021: Schlakks: Wir werden von euch erzählen (Album)
- ab 01.11.2021: Luksan Wunder: WTFM 100,Null (Podcast)
- 29.04.2022: Luksan Wunder: Von 0 bis 18 (Album)
- 12.08.2022: Manfred Groove: Hausschlüssel an Schnürsenkeln (Split-Album)
- 12.08.2022: Bottom Lip: Housekeys on Shoestrings (Split-Album)